# Stefan
 For alternative betydninger, se Stefan (flertydig). (Se også artikler, som begynder med Stefan)
Stefan er et drengenavn, der stammer fra det græske Stefanos med betydningen 'krans' eller 'krone'. Navnet findes i andre versioner, herunder Stephan og Steffan. Omkring 7.000 danskere bærer et af disse navne ifølge Danmarks Statistik pr. 1. januar 2010. Navnet Steffen er afledt af Stefan lige som pigenavnet Stephanie. På fransk bruges endvidere formen Stéphane.

## Kendte personer med navnet
- 10 paver har båret navnet Stefan, blandt andet pave Stefan 1.
- Sankt Stefan, kristen martyr.
- Stefan af Blois, engelsk konge.
- Stefan Báthory, polsk konge.
- Flere ungarske konger har heddet Stefan, blandt andet Stefan 1. og Stefan 3.

- Stephan Andersen, dansk fodboldspiller.
- Stéphane Chapuisat, schweizisk fodboldspiller.
- Stephan Eberharter, østrigsk skiløber.
- Stefan Edberg, svensk tennisspiller.
- Stefan Effenberg, tysk fodboldspiller.
- Stefan George, tysk digter.
- Stéphane Grapelli, fransk jazzviolinist.
- Stefan Henszelman, dansk filminstruktør.
- Stefan Holm, svensk atletikudøver.
- Stephan Hurwitz, dansk ombudsmand.
- Stefan Kretzschmar, tysk håndboldspiller.
- Stefan Lövgren, svensk håndboldspiller.
- Stéphane Mallarmé, fransk forfatter.
- Stefan Reuter, tysk fodboldspiller.
- Stefan Schumacher, tysk cykelrytter.
- Stefan Zweig, østrigsk forfatter.